# Dietrichsdorf
Dietrichsdorf è una frazione della città tedesca di Zahna-Elster.